# Han Kang
Han Kang (Gwangju, 27. studenoga 1970.) južnokorejska je književnica, dobitnica Nobelove nagrade za književnost 2024. godine.

## Životopis
Rođena je 27. studenog 1970. u Gwangju, kći je pisca Han Sung-wona.
Nakon što završetka srednje škole za djevojke Pungmoon, upisala je korejski jezik i književnost na Sveučilištu Yonsei. Diplomirala je 1993. i kasnije radila u izdavačkoj kući Samteo.
Godine 1993. debitirala je kao pjesnikinja objavljujući četiri pjesme, uključujući „Zimsko vrijeme u Seulu”. Godine 1994. napisala je svoj prvi roman „Crveno sidro”, pobijedivši na proljetnom književnom natjecanju Seoul Shinmun. Nakon objavljivanja svoje prve duže proze „Yeosuova ljubav” 1995. godine dala je otkaz na poslu. Nakon što je debitirala, nastavila je pisati djela te je 2007. imenovana profesoricom na Odsjeku za kreativno pisanje na Institutu za umjetnost u Seulu. U svibnju 2016. njen roman „Vegetarijanka” dobitnik je međunarodne nagrade Man Booker zajedno s Deborom Smith, koja je knjigu prevela na engleski.
Dana 10. listopada 2024. dodijeljena joj je Nobelova nagrada za književnost „za njezinu intenzivnu pjesničku prozu koja se suočava s povijesnim traumama i otkriva krhkost ljudskoga života.”
Trenutno živi u Seulu.

## Djela

### Poezija
- Ledeni cvijet, 1993.
- Zimsko vrijeme u Seulu 6, 1993.
- Daščara, 1993.
- Zimsko vrijeme u Seulu 12, 1993.
- Lipanj, 1995.
- Ostavila sam večeru u ladici, 2013.

### Kratka proza
- Crveno sidro, 1994.
- Yeosuova ljubav, 1995.
- Plod moje žene, 2000.
- Moje ime je suncokret, 2002.
- Povijest crvenog cvijeta, 2003.
- Mala vila groma, 2007.
- Kutija suza, 2008.
- Vječnost sa žutim motivima, 2012.

### Romani
- Crni jelen, 1998.
- Tvoje hladne ruke, 2002.
- Vegetarijanka, 2007.
- Vjetar puše, kreni, 2010.
- Sat grčkog, 2011.
- Dječak dolazi, 2014.
- Bijelo, 2016.
- Ne reci zbogom, 2021.

### Eseji
- Ljubav i stvari koje ljubav okružuju, 2003.
- Pjesma koja se pjeva tiho, 2007.

## Vanjske poveznice
- Službena web stranica autorice